# Tom Boerwinkle
Thomas F. Boerwinkle (Cleveland, Ohio, 23 de agosto de 1945-27 de marzo de 2013) fue un jugador de baloncesto estadounidense que disputó 10 temporadas en la NBA, todas ellas en los Chicago Bulls. Con 2,13 metros de estatura, jugaba en la posición de pívot.

## Trayectoria deportiva

### Universidad
Jugó durante 4 temporadas con los Volunteers de la Universidad de Tennessee, gracias a una beca deportiva. A pesar de que muchos consideraron que no valía para jugar en el equipo, acabó siendo en dos ocasiones elegido en el mejor quinteto de la Southeastern Conference, en 1967 y 1968. En el total de su carrera como colegial promedió 11,4 puntos y 9,2 rebotes por partido.

### Profesional
Fue elegido en la cuarta posición del Draft de la NBA de 1968 por Chicago Bulls, equipo del que ya no se movería en toda su carrera profesional. En su primera temporada ya demostró que los Bulls no se habían equivocado con su fichaje. Lideró a su equipo en rebotes por partido, capturando 11,1 por noche, además de 9,8 puntos. Al año siguiente se consolidó como pívot titular, teniendo la nocha más recordada de su trayectoria profesional el 8 de enero de 1970, cuando consiguió 37 rebotes en un partido ante Phoenix Suns, en tan sólo 35 minutos de juego, hoy en día todavía récord de la franquicia. Esa temporada mejoró sus promedios, dejándolos en 10,4 puntos y 12,5 rebotes por partido, de nuevo liderando a su equipo en este apartado, y siendo el octavo mejor de toda la liga, lejos de los 16,9 que consiguió Elvin Hayes esa temporada, encabezando la lista.
La temporada 1970-71 sería la mejo0r a nivel estadístico. consolidado en el puesto de pívot titular, a pesar de no jugar más de 29 minutos por partido, logró promediar 10,8 puntos, 13,8 rebotes y 4,8 asistencias por partido, volviendo a repetir la octava plaza en la liga en el aspecto reboteador, y siendo, curiosamente, el mejor pasador de su equipo. En la temporada siguiente sus porcentajes bajaron, pero su punto de inflexión fue la temporada 1972-73, cuando una lesión le hizo perderse prácticamente toda la temporada y parte de la siguiente. A su regreso, nada fue igual, viendo como su puesto de pivot titular lo ocupaba Clifford Ray, bajando sus estadísticas a 3,4 puntos y 4,6 rebotes por noche.
En la temporada 1974-75 tuvo una pequeña mejoría, dado que era el único pívot nato del equipo, compitiendo en el puesto con el veterano Nate Thurmond, pero la llegada al año siguiente de Artis Gilmore le relegó al banquillo definitivamente. Jugó dos temporadas más, retirándose al acabar la temporada 1977-78. En el total de su carrera profesional promedió 7,2 puntos y 9,0 rebotes por encuentro, acabando dentro de la lista de los 100 mejores reboteadores de todos los tiempos.
Durante toda su carrera profesional acumuló un total de 5 triples dobles, lo que le sitúan como el tercer mejor jugador de los Bulls en ese aspecto, tras Michael Jordan y Scottie Pippen.
El 27 de marzo de 2013 falleció en su casa cercana a Chicago tras una larga batalla contra un síndrome mielodisplásico.

## Estadísticas de su carrera en la NBA

### Temporada regular
| Año     | Equipo  | PJ  | MPP  | %TC  | %TL  | RPP  | APP | ROB | TPP | PPP  |
| ------- | ------- | --- | ---- | ---- | ---- | ---- | --- | --- | --- | ---- |
| 1968-69 | Chicago | 80  | 29.6 | .383 | .653 | 11.1 | 2.2 | –   | –   | 9.8  |
| 1969-70 | Chicago | 81  | 28.8 | .449 | .664 | 12.5 | 2.8 | –   | –   | 10.4 |
| 1970-71 | Chicago | 82  | 28.9 | .485 | .724 | 13.8 | 4.8 | –   | –   | 10.8 |
| 1971-72 | Chicago | 80  | 25.3 | .438 | .656 | 11.2 | 3.5 | –   | –   | 7.0  |
| 1972-73 | Chicago | 8   | 22.0 | .375 | .600 | 6.8  | 5.0 | –   | –   | 3.8  |
| 1973-74 | Chicago | 46  | 13.1 | .487 | .700 | 4.6  | 2.0 | .3  | .4  | 3.4  |
| 1974-75 | Chicago | 80  | 14.7 | .487 | .768 | 4.8  | 3.4 | .4  | .6  | 4.2  |
| 1975-76 | Chicago | 74  | 27.6 | .500 | .667 | 10.7 | 3.8 | .6  | .7  | 8.8  |
| 1976-77 | Chicago | 82  | 13.0 | .491 | .540 | 3.8  | 2.3 | .2  | .2  | 3.7  |
| 1977-78 | Chicago | 22  | 10.3 | .460 | .769 | 2.7  | 2.0 | .1  | .2  | 2.5  |
| Total   | Total   | 635 | 22.7 | .453 | .675 | 9.0  | 3.2 | .4  | .5  | 7.2  |

### Playoffs
| Año   | Equipo  | PJ | MPP  | %TC  | %TL   | RPP  | APP | ROB | TPP | PPP  |
| ----- | ------- | -- | ---- | ---- | ----- | ---- | --- | --- | --- | ---- |
| 1970  | Chicago | 5  | 35.4 | .506 | .615  | 14.4 | 3.2 | –   | –   | 17.6 |
| 1971  | Chicago | 7  | 24.1 | .463 | .714  | 9.6  | 4.4 | –   | –   | 6.1  |
| 1972  | Chicago | 1  | 8.0  | .000 | –     | 6.0  | 3.0 | –   | –   | .0   |
| 1973  | Chicago | 4  | 7.5  | .667 | 1.000 | 2.3  | 2.8 | –   | –   | 2.3  |
| 1974  | Chicago | 2  | 3.5  | .000 | 1.000 | .5   | .0  | .0  | .0  | 1.0  |
| 1975  | Chicago | 13 | 29.0 | .439 | .800  | 12.7 | 4.2 | .3  | .8  | 8.2  |
| 1977  | Chicago | 3  | 5.7  | .200 | –     | 3.3  | 2.3 | .0  | .3  | .7   |
| Total | Total   | 35 | 22.4 | .459 | .750  | 9.4  | 3.5 | .2  | .6  | 7.1  |